# دارچین (درخت)
درخت دارچین (نام علمی: Cinnamomum verum) نام یک گونه از تیره برگ‌بوئیان است.